# Caranx
A Caranx a csontos halak (Osteichthyes) főosztályának sugarasúszójú halak (Actinopterygii) osztályába, ezen belül a sügéralakúak (Perciformes) rendjébe és a tüskésmakréla-félék (Carangidae) családjába tartozó nem.

## Rendszerezés
A nembe az alábbi 18 élő és 10 fosszilis faj tartozik:
- Caranx bucculentus Alleyne & Macleay, 1877
- Caranx caballus Günther, 1868
- Caranx caninus Günther, 1867
- Caranx crysos (Mitchill, 1815)
- Caranx fischeri Smith-Vaniz & Carpenter, 2007
- Caranx heberi (Bennett, 1830)
- Caranx hippos (Linnaeus, 1766) - típusfaj
- Caranx ignobilis (Forsskål, 1775)
- Caranx latus Agassiz, 1831
- Caranx lugubris Poey, 1860
- Caranx melampygus Cuvier, 1833
- Caranx papuensis Alleyne & MacLeay, 1877
- Caranx rhonchus É. Geoffroy Saint-Hilaire, 1817
- Caranx ruber (Bloch, 1793)
- Caranx senegallus Cuvier, 1833
- Caranx sexfasciatus Quoy & Gaimard, 1825
- Caranx tille Cuvier, 1833
- Caranx vinctus Jordan & Gilbert, 1882

- †Caranx annectens Stinton, 1980 Eocén, Anglia[1]
- †Caranx carangopsis Steindachner, 1859 Harmadidőszak, Ausztria[2]
- †Caranx daniltshenkoi Bannikov, 1990 Harmadidőszak, Oroszország[3]
- †Caranx exilis Rueckert-Uelkuemen, 1995 Harmadidőszak, Törökország[4]
- †Caranx extenuatus Stinton, 1980 Eocén, Anglia[1]
- †Caranx gigas Rueckert-Uelkuemen, 1995 Harmadidőszak, Törökország[4]
- †Caranx hagni Rueckert-Uelkuemen, 1995 Harmadidőszak, Törökország[4]
- †Caranx praelatus Stinton, 1980 Eocén, Anglia[1]
- †Caranx primaevus Eastman, 1904 Eocén, Olaszország (lehet, hogy Eastmanalepes)[5]
- †Caranx quietus Bannikov, 1990 Harmadidőszak, Oroszország[3]